# Église Saint-Clément de Couffoulens
L'église Saint-Clément est une église située à Couffoulens dans le département français de l'Aude en région Occitanie.

## Localisation
L'église est située sur la commune de Couffoulens, dans le département français de l'Aude.

## Historique
L'édifice est inscrit au titre des monuments historiques en 1948.